# Oholený klenotník
Oholený klenotník (v anglickém originále The Tale of Sweeney Todd) je televizní film natočený roku 1998 v irsko-americké koprodukci režisérem Johnem Schlesingerem. Scenárista Peter Buckman napsal dramatický příběh z viktoriánského Londýna podle námětu Petera Shawa. V hlavních rolích se objevili Ben Kingsley, Joanna Lumley a Campbell Scott. Dne 19. dubna 1998 jej uvedla americká televize Showtime. Již předtím si odbyl světovou premiéru v říjnu 1997 na Hamptonském filmovém festivalu.

## Postavy a obsazení
| Ben Kingsley          | Sweeney Todd, holič a zabiják         |
| Joanna Lumley         | paní Lovettová                        |
| Campbell Scott        | Ben Carlyle, pojišťovací vyšetřovatel |
| Peter Woodthorpe      | Mannheim, klenotník                   |
| Selina Boyack         | Alice, Toddova svěřenka               |
| David Vilmot          | Tom Nolan, Mannheimův zaměstnanec     |
| Sean Flanagan         | Charlie, Toddův němý učedník          |
| Katharine Schlesinger | Lucy, Charlieho přítelkyně            |